# Фани Парцафилиду
Фанѝ-Атанасѝя Димитрѝу Парцафилѝду (на гръцки: Φανή-Αθανασία Δημητρίου Παρτσαφυλλίδου) е гръцки политик от Нова демокрация, областен управител и депутат в Гръцкия парламент (1990 - 1993).

## Биография
В 1990 година е назначена за областен управител (номарх) на ном Иматия - първата жена на този пост. На парламентарните избори в 1990 година е избрана за първи подгласник от Нова демокрация от Първи Солунски район и на 1 юли 1993 година става депутат, след оставката на Димитрис Й. Стаматис и така става първата жена депутат от ном Солун след 40 години. В продължение на 8 година е член на Централния комитет на Нова демокрация.